# Sędziszów Małopolski Wschodni
Sędziszów Małopolski Wschodni – przystanek osobowy w województwie podkarpackim, w Sędziszowie Małopolskim, zlokalizowany w rejonie ulic Grunwaldzkiej, Witosa i Księżomost.
Przystanek uruchomiono 3 września 2023 roku.